# Miguel Ângelo (cantor)
Miguel Ângelo da Costa Magalhães, conhecido apenas por Miguel Ângelo (Cascais, 3 de Abril de 1966), é um cantor, arquitecto e escritor português. 
Foi vocalista de uma das bandas mais importantes de Portugal dos anos 90, os Delfins.

## Percurso
Em 1984 foi um dos fundadores do grupo Delfins.
Em 1988 fez parte do movimento "Tropa Não", contra o serviço militar obrigatório.
Terminou o curso de Arquitectura, na Faculdade de Belas Artes de Lisboa, em 1989. Com dois colegas chega a formar um gabinete de Arquitectura, em Lisboa.
Em 1990 pede o estatuto de Objector de consciência. Cumpre Serviço Cívico, na Câmara Municipal de Cascais, como Arquitecto, no Departamento de Projectos Municipais. Os Delfins lançam o seu disco "Desalinhados" para a BMG.
Em 1991 é um dos fundadores do projecto Resistência. Casa-se com Maria Forjaz e nasce a sua primeira filha, Máxima.
1993 é o ano da fundação da empresa "1 Só Céu - Audiovisuais", com Fernando Cunha. Abrem os estúdios com o mesmo nome, em Cascais.
Em 1994 participa como actor e intérprete na peça teatral “Breve Sumário da História de Deus”, de Gil Vicente, levada a cena por Carlos Avilez e o Teatro Experimental de Cascais.
Escreve "Histórias do Delfim" para as revistas Fórum Ambiente e Fórum Estudante. É um dos organizadores, juntamente com a Associação 12 de Novembro, do espectáculo "Timor Livre". 
Em 1995 faz parte do júri residente do concurso "Selecção Nacional" da RTP1. Faz o mesmo papel no concurso "Chuva de Estrelas da SIC. Nasce o seu filho Martim. Faz dobragens para o filme de animação "Pocahontas" da Disney como John Smith. Adapta para português as canções de "Pateta: O Filme". Participa no disco de estreia dos Polo Norte. Ainda neste ano Manuel Faria convida Miguel Ângelo a participar na compilação de Natal "Espanta Espíritos" num dueto com António Manuel Ribeiro no tema "Podia Ser Natal".
No ano de 1996 é a voz de Woody no filme "Toy Story: Os Rivais" da Disney e Pixar. Foi também o responsável pela adaptação, direcção musical e intérprete. Repete a experiência em "O Corcunda de Notre Dame". No verão de 1996 foi o apresentador do programa "Cantigas da Rua" da SIC. Assinou artigos de opinião para a revista "Olha", suplemento do jornal A Capital, e jornal "O Crime".
Em 1997 dá a voz e adapta as canções do filme "Hércules", da Disney, além de dar voz ao personagem principal de mesmo nome. Inicia uma colaboração regular com a revista Fórum Estudante. Produz o disco do grupo African Voices e participa no disco "Voz & Guitarra".
Em 1998 volta a dar a voz a John Smith no filme "Pocahontas II: Viagem a um Mundo Novo". Apresenta, na RTP 1, o programa "Miguel Ângelo Ao Vivo". Lança o seu primeiro disco a solo, "Timidez". Participa com o "Tema de Zona J" e "Só eu te posso ajudar" na banda sonora do filme "Zona J" de Leonel Vieira. Lança também o seu primeiro romance "A Queda de um Homem (ensaio para romance)".
Em 1999 grava um dos temas do filme "Uma Vida de Insecto" da Pixar. Anda em digressão - "Marginal" um musical urbano - com o seu disco de estreia. Em Maio apresenta-se no Coliseu de Lisboa. Faz um dueto com Rei Kuango, no tema "Não estás só". Participa na campanha de solidariedade "Timor Livre – É agora ou já". Em Novembro lança o seu segundo livro, "Calor!".  
Em 2000 volta a dar a voz a Woody, personagem principal de "Toy Story 2: Em Busca de Woody" da Disney e Pixar. 
Em Outubro de 2001 inicia a publicação da novela interactiva "Venha o Diabo e escolha", composta de 13 episódios autónomos, numa iniciativa que juntou o Público.pt, Miguel Ângelo e a editora Oficina do Livro.
O grupo de teatro Animateia leva a palco a peça "Venha o dIABO e Escolha" baseada numa história original de Miguel Ângelo. 
Em 2002 são editados os livros "A Resistente" e "Venha o dIABO e Escolha". Neste ano grava um dos temas do filme "O Planeta do Tesouro", da Disney.
O livro "Arte vs. sexo" é editado em 2005.
Em 2006, faz uma participação especial no filme Carros da Pixar, onde faz as vozes de Ferrari e de Woody.
Em Maio de 2007 inicia, conjuntamente com João Gomes ao piano, um recital volante intitulado "A Chama Ardente" onde interpretam canções próprias e sequestradas.
Em 2008 foi homenageado com uma estrela no Muro da Fama - Nirvana Studios.
Em 2010, forma o grupo Movimento, juntamente com outros músicos portugueses e voltou a dar a voz de Woody em "Toy Story 3" da Disney e Pixar.
Em 2019 volta a dar a voz a Woody em "Toy Story 4" da Disney e Pixar.